# Arnošt Schwarzenberg
Arnošt ze Schwarzenbergu (11. října 1892 Osov – 18. prosince 1979 Písek, celým jménem Arnošt Jan Nepomuk Benedikt Maria Josef Karel Alois Ignát Michael Rafael Gabriel Bedřich Emilian princ ze Schwarzenbergu) byl člen orlické větve rodu Schwarzenbergů, velkostatkář, majitel statku a  zámku v Tochovicích u Březnice. V září 1939 podepsal Národnostní prohlášení české šlechty. Byl jediným Schwarzenbergem, který po roce 1948 zůstal v Československu.

## Život

### Původ a mládí
Arnošt Schwarzenberg se narodil v Osově u Hořic jako syn knížete Karla IV. Schwarzenberga (1859–1913) a jeho druhé manželky Idy Hoyos-Sprinzenstein (1870–1946). Měl staršího bratra Karla V. (1886–1914), který se stal hlavou schwarzenberské sekundogenitury, mladšího bratra Jana (1903–1978), který pracoval v diplomatických službách, další bratr Josef Adolf zemřel krátce po narození. Až do maturity studoval doma, do školy chodil jen skládat zkoušky. Kromě češtiny se učil i anglicky, německy a francouzsky, zajímal se o historii a geografii, učil se i truhlařit. Maturoval v roce 1911 na Akademickém gymnáziu v Praze. Absolvoval vojenskou akademii ve Vídeňském Novém Městě a následně obchodní akademii. Účastnil se bojů první světové války jako důstojník c. k. 2. pluku hulánů bojů v Itálii. V období Maďarské republiky rad bojoval na Slovensku. Za první republiky se zapsal na zemědělský obor na technice v Praze, ale studia nedokončil. Po šesti semestrech nastoupil do zaměstnání v Ringhofferových závodech na Smíchově.

### Kariéra a věznění

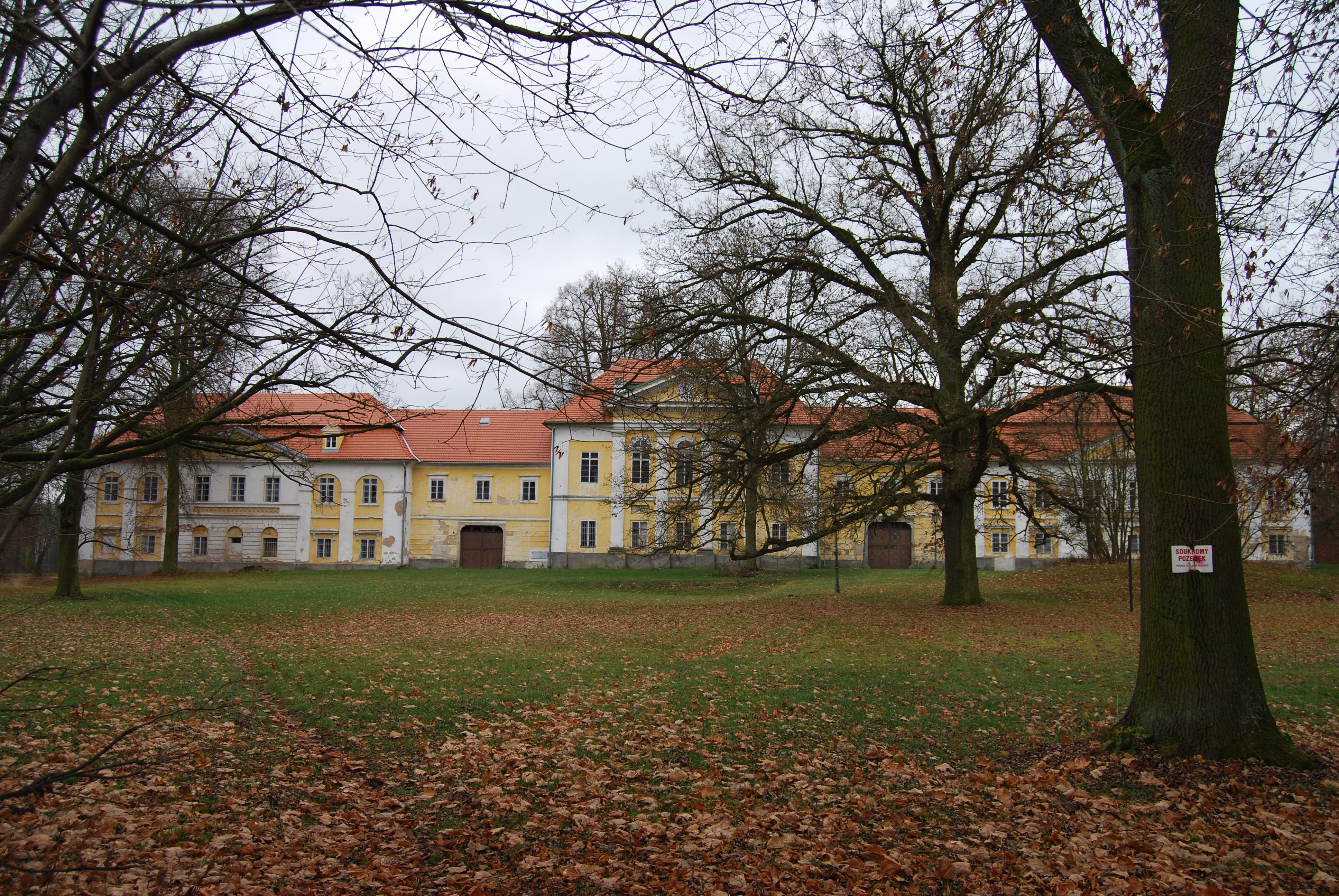
Zámek Tochovice

Od roku 1936 se věnoval správě statku Tochovice s Nestrašovicemi a Starosedlským Hrádkem, které zdědil po strýci Bedřichovi (1862–1936). Zastával post místopředsedy První české vzájemné pojišťovny (založené roku 1827), předsedy Melioračního svazu pro Čechy a Moravu, předsedy zemské skupiny Čechy, jako vášnivý myslivec stál v čele České myslivecké jednoty a v čele Lesního společenství v Blatné, byl delegátem České rady zemědělské pro Březnický okres. Působil také ve správní radě České životní pojišťovny v Praze. V září 1939 byl signatářem Národnostního prohlášení české šlechty a během nacistické okupace v době druhé světové války byla na majetek uvalena vnucená správa. V květnu 1945 zakládal Revoluční národní výbor v Březnici a pak se v Praze účastnil bojů na barikádách. Po skončení války v roce 1945 mu byl majetek navrácen, avšak po komunistickém puči v roce 1948 mu byl následně veškerý majetek zkonfiskován. Ve stejném roce v červenci byl zatčen a z vazby na Pankráci propuštěn po 9 měsících v březnu 1949. Poté pracoval jako lesní dělník u státních lesů poblíž Písku. Bydlel v podnájmu v bývalé lékařské ordinaci v Miroticích. V březnu 1953 byl v hotelu Flora na Vinohradech znovu zatčen. Přibližně čtyři týdny ho vyslýchala Státní bezpečnost v Bartolomějské, pak byl převezen na Pankrác. Za protistátní činnost byl odsouzen na 10 let vězení. Po rozsudku byl nejdříve uvězněn ve Valdicích u Jičína, kde pracoval v truhlárně, na kohinorce a jako nosič výrobků. Rok strávil v táboře jáchymovských uranových dolů Bytíz. Pak pracoval na stavbě sídliště v Příbrami. Poté byl přiřazen na kontrolu vyzařování uranové rudy (OTK – odborná technická kontrola) v Jáchymově (tábor Rovnost). Nasazení u něho vyvolalo leukémii. Propuštěn byl v dubnu 1957 a následně hospitalizován v nemocnici v Motolu.
Později opět bydlel v Miroticích a přivydělával si pěstováním léčivých bylin. Arnošt Schwarzenberg se často stěhoval (vystřídal 24 nájmů), ke konci života žil v Písku. V tamější nemocnici zemřel 18. prosince 1979 na zápal plic. Poslední rozloučení se konalo ve strašnickém krematoriu v Praze 23. prosince 1979. V březnu následujícího roku byla urna uložena do rodinné hrobky na Orlíku.

## Rodina
Dne 19. února 1916 se v Královské dvorní kapli v Pešti oženil s hraběnkou Alžbětou Henriettou ze Széchényi (2. srpen 1895 Vajska – 14. leden 1957 Erzsébet Tanja), dcerou Emila Josefa Széchényiho a Marie Hunyadyové. Manželka bývá charakterizována jako výstřední, zhýčkaná a provokativní. V roce 1934 se rozvedli. Dne 12. května 1973 se v Bernarticích oženil podruhé s Mathildou Gerberovou (22. červenec 1899 Stuttgart – 26. leden 1999 St. Margarethen, Švýcarsko). S druhou manželkou, která měla švýcarské občanství, měl dceru Annu (28. leden 1933 Plzeň – 19. září 2013 Klagenfurt), která se provdala 18. května 1956 v St. Margarethen civilně a o den později ve Schwarzenbergu církevně za Ing. Adolfa Buchera (19. listopad 1918 Ehrendorf – 18. 11. 2003 Klagenfurt). Dcera se narodila před uzavřením sňatku rodičů a prožila většinu života ve Švýcarsku a v Rakousku (Klagenfurt), přesto češtinu nezapomněla.